# 루터교회
루터교회(영어: Lutheran Church 독일어: Lutherische Kirche, 루터교)는 16세기 마르틴 루터의 사상을 따르는 개신교 교파이다. 루터교회는 개신교의 장자 또는 효시임을 자임하고 있다. 종교개혁에서 중요한 신학적 배경을 형성하였다. 특히, 초대교회와 공교회의 전통을 따라 서방교회를 개선하고자 하는 신학적 개선주의, 즉 개신교 공교회주의를 형성하는데 기여하였다.

## 역사

### 루터교회라는 호칭의 유래
성베드로 대성당의 신축 비용 등을 확보하기 위해 로마 가톨릭 교황이 면죄부 발행을 남발하자, 1517년 10월 31일 이에 항의한 마르틴 루터는 원래 새로운 교파를 세우려고 하지는 않았다. 그가 애초에 비텐베르크 만인성자교회 게시판에 내건 95개 논제( Martin Luther’s Ninety-five Theses)는 바티칸에 있는 교황좌 및 중세 가톨릭교회 내부를 개혁하기 위한 것이었다. 그동안 교회 안에 들어온, 성경적 근거가 없는 미신과 풍습들을 정화시키고 기독교의 순수한 신앙을 고찰하고 이를 고치려 했다. 기독교 한국 루터회 누리집에 따르면, ‘루터란’이라는 명칭은 루터를 비판하는 이들이 루터파를 "루터를 따르는 똘마니"라고 경멸하는 말로 사용하였는데, 나중에는 이 말이 루터교회 스스로도 자신들을 가리키는 이름으로 굳어지게 되었다.
그 이후 루터교회는 북유럽을 중심으로 전 세계로 퍼지게 된다. 루터교회는 사람의 이름을 사용하고 있으나 처음부터 그런 것은 아니었다. 루터 자신도 그를 따르는 사람들에게 자기 이름 '루터'를 붙여서 부르는 것을 극구 반대하였다.
“나는 사람들에게 내 이름을 더 이상 언급하지 말아 달라고, 그래서 우리들을 루터교인이라 부르지 말고 그리스도인이라 불러 달라고 하였다. 루터가 무엇인가? 내 교리는 확실히 나의 것이 아니다. 내가 누구를 위해 십자가에 못 박히지도 않았다. 사도 바울은 고린도전서 3장에서 자기들을 바울파 혹은 베드로파라 부르지 못하게 하였다. 도대체 이 약하고 추한 시체 같은 내가 어떻게 그리스도의 자녀들에게 나의 쓸모없는 이름에서 유래한 이름을 붙이겠는가? 아니, 안 된다. 나의 친구들이여, 모든 파당의 이름을 제해 버리고 우리들을 그리스도의 교리를 가지고 있는 그 분의 이름을 따라 그리스도인이라 불러 주시오.

”루터교는 온 세상의 그리스도의 교회는 하나임을 믿는다.“교회에 관하여 우리는 다음과 같이 가르칩니다. 하나의 거룩한 교회는 영원히 계속될 것입니다. 이 교회는 복음이 순수하게 설교되고 성례전이 바르게 집행되는 성도의 회중입니다. 그리고 교회의 참 일치를 위해서 복음의 가르침과 성례전의 집행에 대하여 일치하는 것으로 충분합니다. 인간의 전통, 곧 인간이 만든 의식이나 예식이 어디서나 같아야 할 필요는 없습니다. “믿음도 하나이요 세례도 하나이요 하나님도 하나이시니 곧 만유의 아버지시라.”(에베소서 4:5,6)고 사도 바울이 말한 것과 같습니다.”아우구스부르크 신앙고백서, 제7조

### 신학논쟁과 일치
루터의 사후 독일에서의 루터사상은 비텐베르크에 중심을 둔 멜란히톤식 인문주의를 대표하는 ‘필립파’와 에나를 중심으로 한 ‘정통 루터파’ 간의 갈등으로 갈라졌다. 이들 간에 있었던 여러 논쟁들의 중재안과 칼뱅주의와의 논쟁에서 주장된 것을 채택한 것이 ‘일치 신조문’(1577년)이다. ‘일치 신조’는 ‘아우구스부르크 신앙고백서’ 50주년 기념으로 출판된 ‘일치서’(1580)에 다른 루터교 신조들과 함께 게재되었다.

### 루터교회의 확산

#### 북유럽
16세기 종교개혁 이후 루터교회는 독일 루터교회에서 유럽 루터교회로 발전하였다. 1525년 이후 프로이센, 1527년 이후 북구 제국 스웨덴과 핀란드, 1537년 이후 덴마크와 노르웨이, 1539년 이후 아이슬란드와 그리고 발트해의 여러 국가들 (1523 - 39) 등에서 독보적인 위치를 차지하였으며 그 외 일부 동부 유럽 지역으로 전해졌다. 독일에서는 ‘일치서’ 이후로부터 17세기 말까지는 루터교 정통주의의 시대이다. 이후 정통주의는 경건주의로 대체되었고, 경건주의 다음으로는 계몽주의가 뒤따랐다. 19세기 이후로 루터주의는 여러 다양한 신학 조류에 따라 조금씩 변화되곤 했다. 북유럽의 루터교회는 고교회파의 전통을 따르며 모든 면에서 사실상 성공회와 거의 흡사하다. 그래서 북유럽의 루터교는 대체로 주교제 교회로서 유지되며 주교, 사제, 부제의 삼성직을 유지하며 성직자에 대해 한국과는 달리 신부(사제)라는 호칭을 쓴다.

#### 오세아니아와 미국
아메리카 대륙과 오세아니아 지역에서의 루터교는 주로 유럽으로부터 이민자들이 유입되면서 세워지기 시작하였다. 유럽에서 ‘30년 전쟁’의 전화를 피해 일부 루터교도들은 미국으로 이민을 하였다. 이들은 초기에는 유럽 선교협의회들로부터 온 목사들의 목양을 받았다. ‘미국 루터교의 아버지’라고 불리는 뮐렌베르그는 1742년 프랑케 할레 선교회에서 파송되어 온 후, 북미의 루터교도들을 하나의 신앙고백으로 연합시키고 순수성을 보존하려고 힘썼다. 그는 루터교도들을 조직하는 데도 큰 역할을 담당하여 1748년 미국 최초의 루터교 대회가 열리게 되었다.

##### 미국 미주리 시노드
기독교 한국 루터회와 형제교회 관계에 있는 미국의 미주리 시노드(LCMS)는 1839년 750명의 독일 작센의 거주자들이 ‘연합주의’와 종교의 합리주의를 피해 미국 미주리주로 이주한데서 시작된다. 월터 목사의 영도 아래 이들 이민자들은 바바리아의 뢰헤가 보낸 일단의 목사들과 함께 1847년에 첫 대회를 열었다. 미조리 의회는 1997년 선교 150주년 기념식을 가졌다.

#### 아시아
아시아와 아프리카의 루터 교회는 주로 유럽과 미주 지역에서 선교사를 파송하여 세운 교회이다. 두 대륙 가운데서도 아프리카의 탄자니아 등 일부 국가와 아시아의 인도네시아 교회는 괄목할만한 성장을 보이고 있다.

##### 한국
한국에 최초로 들어온 개신교 선교사 카를 귀츨라프(Karl Friedrich August Gützlaff)는 루터교 목사였다. 1832년 7월 17일 황해도 몽금포(현재 조선민주주의인민공화국 황해남도 용연군 소속)에 도착하였다. 7월 24일 고대도 후양에 정박한 바 있고, 7월 25일 군관 텡노와 수로 안내인의 안내로 충청남도 원산도에 도착하여 정박했다. 25일의 체류 기간에 주민들에게 감자와 한문성경을 주었고 주기도문을 한글 번역을 시도했다. 본격적인 한국 선교는 1958년부터였다. 최초의 한국인 루터교 목사 지원용과 세 명의 미국 루터교회 미주리시노드 소속 선교사가 입국했다. 이때 설립된 루터교회가 기독교한국루터회이다. 기독교한국루터회 관련 선교기관과 신학대학으로, 교단 출판사인 컨콜디아 출판사와 라디오 방송인 루터란 아워, 그리고 루터대학교가 있다. 한국의 루터교회는 다른 주류 개신교단에 비해서는 가톨릭적인 모습이 많이 남아 있으나 루터교회 안에서는 저교회파의 전통을 따르고 있다.

### 루터교 세계연맹

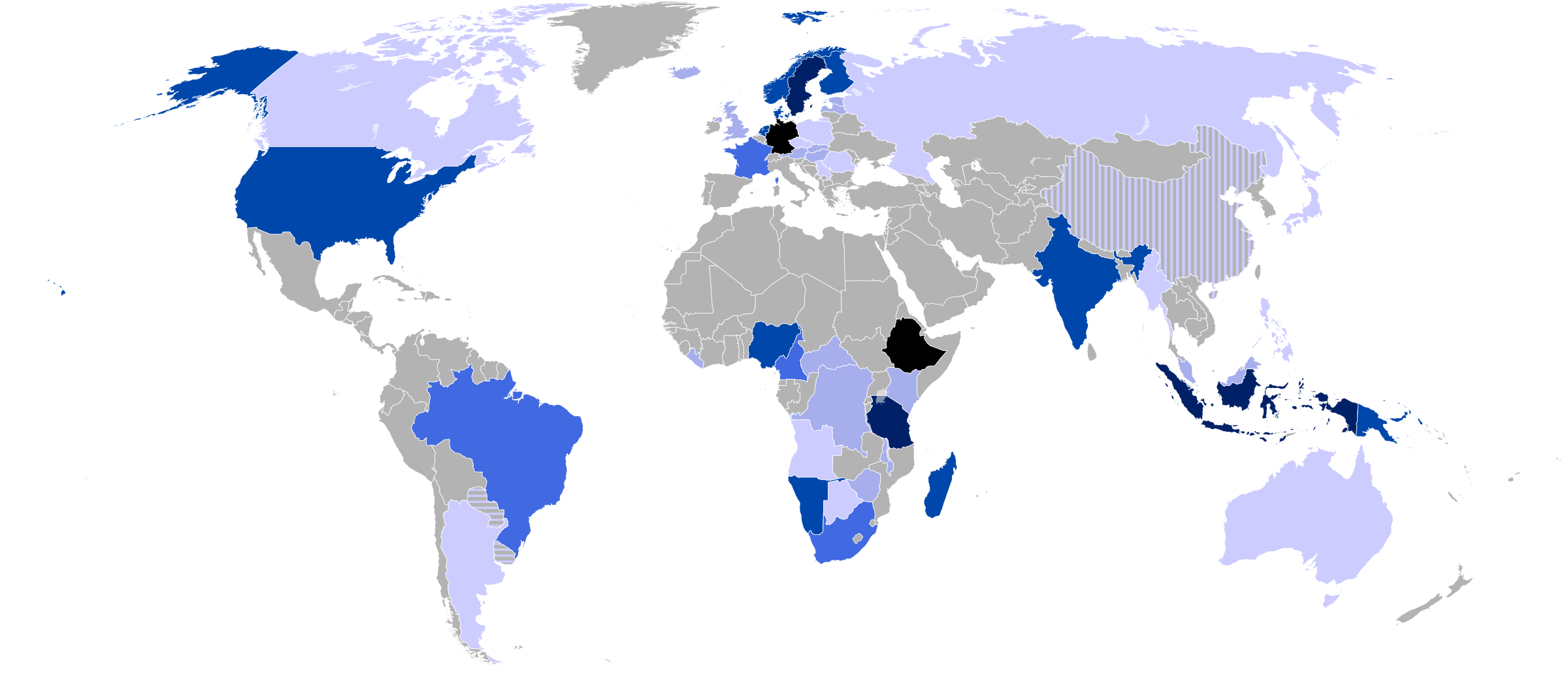
루터교 신자 분포

루터교 세계 연맹(LWF)은 1947년 세계 루터란들 사이의 공존과 협조를 발전시키기 위하여 설립되었다. 복음 전파와 기타 교회의 사명을 수행하는 데 있어서 여러 루터교회들과 그룹들을 지원하며 한편으로, 기독교의 가시적 일치와 그리스도의 제자로서의 삶을 실천하려는 진보적 기독교 운동인 에큐메니컬 운동에 대한 관심과 참여를 고양시킨다. 그 외에도 공동체로서 사회적, 경제적 정의와 인권을 증진시키는 데 노력하고 있다. 현재 124개 루터교회가 회원 교회로 가입하여 참여하고 있으며, 전 세계 루터란의 94% 이상이 그 회원이다. 그 본부는 세계교회협의회(WCC)본부와 함께 스위스 제네바에 있으며, 한국 루터교회는 1972년에 가입하였다.

## 교리
루터교는 9개의 신조를 인정한다.
고대교회의 신조들인 니케아 신조(381), 사도신조, 아타나시우스 신조와 마르틴 루터가 자신의 신앙을 정리한 신앙고백인 아우크스부르크 신앙고백을 통해 신앙을 고백한다. 그 외에 신앙고백의 변증서(1530년), 스몰칼드 신조, 루터가 작성한 신앙고백서(1537년), 두개의 요리문답(1529년), 6명의 루터파 신학자들이 작성한 일치신조(1577년)이 있다.

### 3가지 가치
- Sola Fide (오직 믿음으로)
- Sola Gratia (오직 은총으로)
- Sola Scriptura (오직 성경으로)

## 다른 교단과의 관계
루터교는 개혁교회와 성찬론 등을 통해 충돌하면서, 네덜란드의 항변파(아르미니우스 파)를 돕는 후원자의 역할을 자처하였다. 따라서 개혁파와의 관계는 좋지 않았으나 개혁교회 등과의 교단연합이 활발하게 진행 중에 있다.
독일의 예전학자 빌리암 나아겔이 쓴 그리스도교 예배의 역사(박근원 옮김. 대한기독교서회)에 따르면, 루터의 사상은 영국 종교개혁에도 영향을 주어(1520년대), 아우구스부르크 신앙고백은 영국성공회 39개조 신조의 원천자료가 되었다.
독일에서 루터교는 정통주의와 경건주의를 거치며, 루터 고유의 사상에서 벗어났고 자유주의 신학을 만나면서 자유주의 신학의 본산이 되었다.
현재 루터교에는 위르겐 몰트만과 볼프하르트 판넨베르크 등의  계승자들이 있어 교회일치운동(WCC)에 적극적이며, 로마 가톨릭 교회와 칭의론 일치 협약을 맺은 상황이다.
루터교 중에서도 북유럽의 루터교는 성공회와 완전한 일치를 이루었으며, 구 가톨릭교회와도 일치를 도모하고 있다.

## 루터교 예배양식
루터교회는 일정한 양식에 따른 예전적 예배를 드리는데, 다음과 같은 예배양식을 갖고 있다.
- 촛불점화 및 입당[5]
- 죄의 고백과 용서
- 기도송(Kirie)
- 영광송(Gloria in excersis)
- 인사 및 오늘의 기도
- 첫째 성서 봉독[6]
- 오늘의 시편
- 둘째 성서 봉독
- 찬양
- 복음서 봉독
- 신앙고백(사도신경, 니케아 신경[7])
- 설교
- 봉헌영가
- 목회기도
- 성만찬의식
- 거룩 거룩 거룩(Sanctus)
- 성찬 기도와 제정의 말씀
- 주기도문
- 하나님의 어린 양(Agnus dei)
- 성찬분배
- 시므온의 노래(Nunc dimittis)
- 기도
- 축복기도
- 인사

## 같이 보기
- 루터교 성인 달력